# Saviors
Saviors (estilizado como ‘SAVIORS’) é o décimo-quarto álbum de estúdio da banda americana de rock Green Day. O álbum foi lançado em 19 de janeiro de 2024, pela gravadora Reprise Records e é o primeiro da banda desde Kerplunk (1991) do qual detêm os direitos autorais, embora esteja sob licença exclusiva da Reprise Records.[carece de fontes?]

## Antecedentes
Saviors foi gravado em Londres, Inglaterra, e Los Angeles, Califórnia, e conta com a colaboração da banda com o produtor  Rob Cavallo pela primeira vez desde ¡Tré!, de 2012. As primeiras informações afirmavam que seu próximo disco seria intitulado 1972, simbolizando o ano em que todos os três membros nasceram. Antes do lançamento do álbum, a banda tocou uma música intitulada "1981" do próximo álbum durante sua apresentação ao vivo no Festival d'été de Québec em 16 de julho de 2023. A banda anunciou o álbum intitulado Saviors em 24 de outubro de 2023, e lançou a música "The American Dream Is Killing Me" com um videoclipe com tema de zumbi. Escrita e gravada como uma das últimas faixas do álbum, Billie Joe Armstrong revelou que decidiram imediatamente lançar a música como single principal após gravá-la. A banda tocou pela primeira vez o single e outra música intitulada "Look Ma, No Brains!" viver em Las Vegas, Nevada, quando eles estavam em Vegas para o When We Were Young, um festival anual de música. A faixa constitui "um olhar sobre a maneira como o sonho americano tradicional não funciona para muitas pessoas", mas as prejudica. O Green Day está programado para embarcar em uma turnê de estádios pela América do Norte junto com Smashing Pumpkins, Rancid e Linda Lindas em 2024. No mesmo dia, a lista de faixas vazou na Banquet Records, uma loja de discos do Reino Unido.  "Look Ma, No Brains!" foi lançado em 2 de novembro de 2023.
No dia 5 de janeiro, a banda lançou o single "One Eyed Bastard", que acompanhou um videoclipe animado.
O single "Bobby Sox" foi lançado no dia anterior ao lançamento do álbum, junto de um videoclipe.
Em um segmento do programa The Tonight Show Starring Jimmy Fallon, a banda fez um show surpresa no metrô de Nova York, em que começaram disfarçados tocando covers até revelarem suas identidades e começarem a tocar, também, músicas autorais.

## Arte de capa
A capa do álbum é uma versão editada de uma foto dos conflitos da Irlanda do Norte, retratando um jovem segurando uma pedra, encolhendo os ombros, em frente a um carro em movimento com uma pilha de lixo em chamas ao fundo; no entanto, o rosto foi alterado para mostrar uma aparência mais sorridente.

## Recepção critica
| Críticas profissionais | Críticas profissionais |
| Pontuações agregadas   | Pontuações agregadas   |
| Fonte                  | Avaliação              |
| ---------------------- | ---------------------- |
| Metacritic             | 72/100                 |
| Avaliações da crítica  |                        |
| Fonte                  | Avaliação              |
| AllMusic               | [ 23 ]                 |
| Clash                  | 7/10                   |
| Kerrang!               | 4/5                    |
| LouderSound            | [ 26 ]                 |
| NME                    | [ 27 ]                 |
| Pitchfork              | 5.1/10                 |
| The Skinny             | [ 29 ]                 |
| Uncut                  | 7/10                   |
| Wall of Sound          | 7.5/10                 |

Saviors recebeu uma pontuação de 72 em 100 no agregador de críticas Metacritic, com base em críticas de 18 críticos, indicando uma recepção "geralmente favorável". Andrew Trendell, da NME, chamou-o de o melhor álbum do Green Day desde American Idiot, bem como "um ato de desafio recebido com indiferença; uma banda dizendo: 'Ainda estamos aqui e ainda estamos loucos'". A revista Uncut escreveu que a banda "lançou 15 compactos, principalmente sucessos pró-forma". Stephen Erlewine, do site AllMusic, concluiu que "a idade pode atenuar o rugido do Green Day, mas também aumentou sua capacidade de composição, e isso é motivo suficiente para dar tempo a Saviors para que seus ganchos sejam assimilados." Paul Brannigan, da LouderSound, disse que Saviors é o melhor álbum do Green Day em 20 anos, e que a banda "costuma estar em seu melhor momento quando sente que tem algo a provar." Arielle Gordon, da Pitchfork, disse que "sem a necessidade de se reinventar, o Green Day espera chegar ao ocaso como os punks mais gentis dos Estados Unidos". Kelsey Trevan, da Wall of Sound, concluiu que "Saviors é uma grande melhoria em relação ao desastre que foi Father Of All... e parece muito que o Green Day está de volta e recuperando sua antiga glória."
Foi eleito pela Loudwire como o 10º melhor álbum de rock de 2024.

## Lista de faixas
| N.º            | Título                             | Duração |  |
| 1.             | "The American Dream Is Killing Me" | 3:06    |  |
| 2.             | "Look Ma, No Brains!"              | 2:03    |  |
| 3.             | "Bobby Sox"                        | 3:44    |  |
| 4.             | "One Eyed Bastard"                 | 2:52    |  |
| 5.             | "Dilemma"                          | 3:18    |  |
| 6.             | "1981"                             | 2:09    |  |
| 7.             | "Goodnight Adeline"                | 2:56    |  |
| 8.             | "Coma City"                        | 3:28    |  |
| 9.             | "Corvette Summer"                  | 3:02    |  |
| 10.            | "Suzie Chapstick"                  | 3:16    |  |
| 11.            | "Strange Days Are Here to Stay"    | 3:05    |  |
| 12.            | "Living in the '20s"               | 2:06    |  |
| 13.            | "Father to a Son"                  | 3:54    |  |
| 14.            | "Saviors"                          | 2:55    |  |
| 15.            | "Fancy Sauce"                      | 4:01    |  |
| Duração total: | Duração total:                     | 46:02   |  |

| Faixa bônus japonesa |         |         |  |
| N.º                  | Título  | Duração |  |
| 16.                  | "Fever" |         |  |

## Créditos
Green Day
- Billie Joe Armstrong – vocais, guitarras
- Mike Dirnt – baixo, backing vocals
- Tré Cool – bateria, percussão

Técnica
- Rob Cavallo – produtor
- Chris Lord-Alge – mixagem[34]